# Lithospermum affine
Lithospermum affine är en strävbladig växtart som beskrevs av Dc. Lithospermum affine ingår i släktet stenfrön, och familjen strävbladiga växter. Inga underarter finns listade i Catalogue of Life.